# 吉來獻
吉來獻（1511年—？），字子欽，陝西西安府興平縣人，民籍，明朝政治人物。

## 生平
嘉靖十六年（1537年）丁酉科陝西鄉試第五名舉人。嘉靖二十三年（1544年）中式甲辰科會試第二百五十四名，登第三甲第六名進士。授行人司行人，嘉靖二十六年（1547年）選南京山東道監察御史。出为湖廣按察司佥事。

## 家族
曾祖吉贇；祖父吉友文；父吉體仁，貢士。母劉氏。慈侍下。兄来逢。弟来朝、来旬、来宣。